# 南灣御園
南灣御園（英語：Jadewater），是位於香港島南區香港仔大道的單幢住宅，樓高共45層，由泛海國際發展，於2009年入伙。
是香港島區的海景豪華私人住宅，亦是香港仔極為罕有的新供應，共提供180個住宅單位。而且，南灣御園享有極高樓底（3.1-3.5米），戶戶向南向海，設有露台。除享中心地帶的便利外，亦有設有私人會所，除一般設施，更備有游泳池、燒烤場，而且另設停車場。南灣御園除本地華人外，亦吸引不少外國人居住，如美國人、英國人、日本人、韓國人等。項目是香港仔
- 唯一具有服務式住宅概念的住宅
- 唯一合法設有露台
- 最高的大廈
- 樓底最高的住宅
- 價值最高的住宅

另外，現於南灣御園的地鋪設有區內唯一的酒吧。

## 間隔
每層，共三電梯及五伙單位
標準單位:
- A：937呎（三房一套），此則設對流窗，露台與工作平台分開。但注意近望墳。
- B：964呎（三房一套），可遠望深灣遊艇會一帶。
- C：747呎（二房），此則屬項目樓皇，位於大廈的正中，不論高低層，也享最優質的正南海景。
- D：762呎（二房），低層部分景觀受附近影響。
- E：687呎（兩房），此則設對流窗，露台與工作平台分開，但注意近望墳，低層部分景觀受附近影響。

## 停車場
- 設39個私家車及5個電單車位
- 停車場的保安嚴密和清潔狀況良好，是香港仔區罕有，故深受名車業主歡迎

## 名人業主
- 鄧麗欣，是南灣御園的一高層A室的業主。

## 歷史
南灣御園前身為工廠大廈用地，建有夏巴車行大廈。時至今日，紅色小巴業界仍將其對出一段香港仔大道稱為「夏巴彎」。

## 同區主要屋苑
- 置富花園（1978）
- 香港仔中心（1979-1981）
- 海怡半島（1992-1995）
- 深灣軒（2004）
- 貝沙灣（2004-2008)
- 南灣（2011）
- 深灣9號（2012）

## 外部連結
- 南灣御園資料，中原地產